# Sayan Isaksson
John Sayan Isaksson, född 30 juni 1974 i Isan i Thailand, är en svensk kock. Han driver restaurangen Nour i Stockholm.

## Biografi
Sayan Isaksson adopterades som liten från Thailand och växte upp i Gävle. Han fick sin utbildning på restaurangskolan i Sandviken mellan 1990 och 1992. Därefter arbetade på Café Artist i Gävle under två år och åtta år på hotell Winn i Solna fram till 2003. Han drev Strandgården i Bönan i Gävle 2004–2005. 2005 öppnade han restaurangen Esperanto tillsammans med Daniel Höglander. Restaurangen belönades 2007 med en stjärna i Guide Michelin och tilldelades Gulddraken 2008, 2013, 2014, 2016 och 2017. 2008 placerade sig restaurangen på en 72:a plats i The Worlds Best Restaurants. I Esperantogruppen ingick även sushirestaurangen Råkultur (öppnad 2009), den japanska restaurangen Shibumi (2014) samt sushibaren Imouto (2015), vilken 2017 belönades med en stjärna. Restaurangerna var inrymda i samma fastighet på Kungstensgatan. Gruppen gick i konkurs 2018 varvid restaurangerna stängde.
2017 öppnade han den asiatiska snabbmatsrestaurangen Nū i Ringen centrum och 2020 restaurangen  Isaan' på Berns med fokus det thailändska köket. Till följd av pandemin gick Isaan dock snart i konkurs.
2020 öppnade Isaksson Nour. Restaurangen tilldelades en stjärna i 2022 års upplaga av Guide Michelin.

### Utmärkelser
Isaksson var medlem i Svenska kocklandslaget 2001–2005 och vann guld med dem 2002 och 2004. Han vann VM-silver i tävlingen "Seven sushi samuari" 2009. Han utsågs till Kockarnas kock 2014 och fick Gastronomiska akademiens guldmedalj 2014.